# Berliner Motorwagen-Fabrik Gottschalk
Die Berliner Motorwagen-Fabrik Gottschalk & Co. war ein deutsches Unternehmen zur Herstellung von Motorfahrzeugen.

## Unternehmensgeschichte
Das Unternehmen wurde 1898 gegründet. Es hatte die Rechtsform einer Kommanditgesellschaft. Der Sitz war auf dem Grundstück Jägerstraße 61 a in Berlin. 1900 begann die Produktion von Motorfahrzeugen unter dem Markennamen Gottschalk. 1901 entstand aus der Berliner Motorwagen-Fabrik Gottschalk die Berliner Motorwagen-Fabrik.

## Fahrzeuge
Der einzige Personenwagen war eine Voiturette mit einem Einzylinder-Einbaumotor von De Dion-Bouton mit 3 oder 4 PS Leistung. Die Kraftübertragung erfolgte über ein Friktionsgetriebe auf eine Kardanwelle. Möglicherweise war die Konstruktion an das erfolgreiche De Dion-Bouton-Modell Vis-à-vis, angelehnt, hatte aber offensichtlich nicht dessen Schaltgetriebe.
Schon früh wurde mit der Herstellung von Nutzfahrzeugen begonnen. Ein Lieferwagen basierte auf dem Kleinwagen. Außerdem wurde ein dreirädriges Lastmotorrad gebaut, ähnlich einem Trike, und mit geschlossenem Lieferwagenaufbau. Es entstanden auch größere Nutzfahrzeuge und Kleinbusse bis zehn Personen Kapazität. Verwendet wurden Motoren von De Dion-Bouton, Aster, Daimler-Motoren-Gesellschaft oder Hille.
Die ersten Nutzfahrzeuge der 1901 entstandenen Berliner Motorwagen-Fabrik waren wenig veränderte Gottschalk-Fahrzeuge.